# كراتيفة
الكراتيفة (الاسم العلمي: Crateva) هي جنس من النباتات تتبع الفصيلة القبارية من رتبة الكرنبيات.

## أنواع الكراتيفة

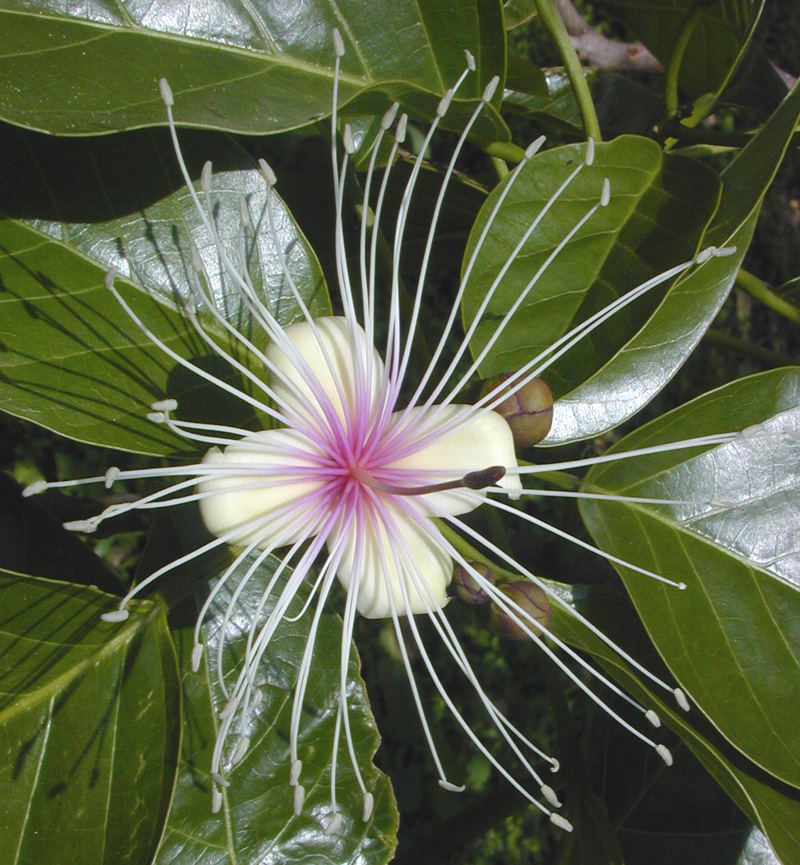
كراتيفة مقدسة
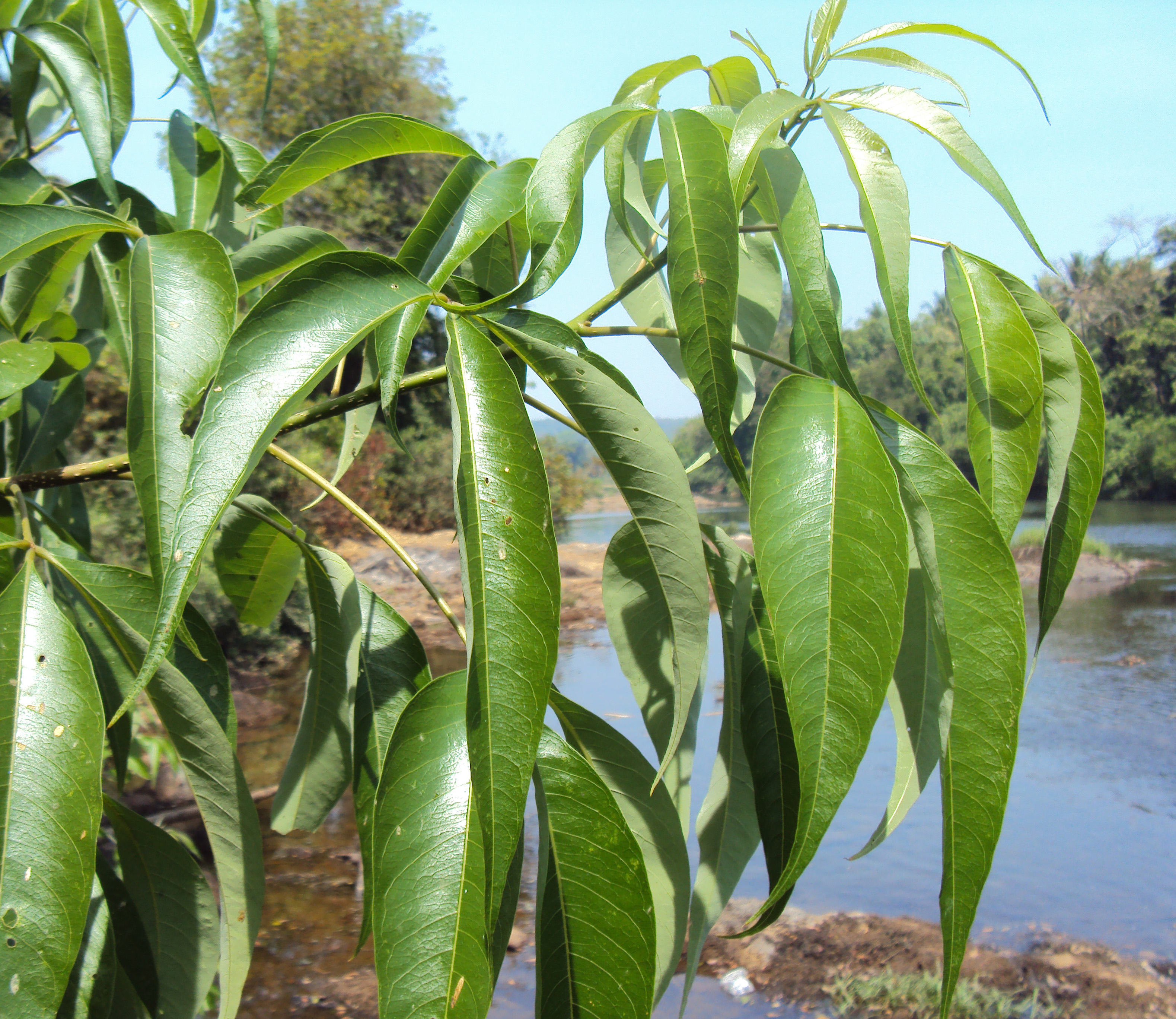
أوراق الكراتيفة المقدسة
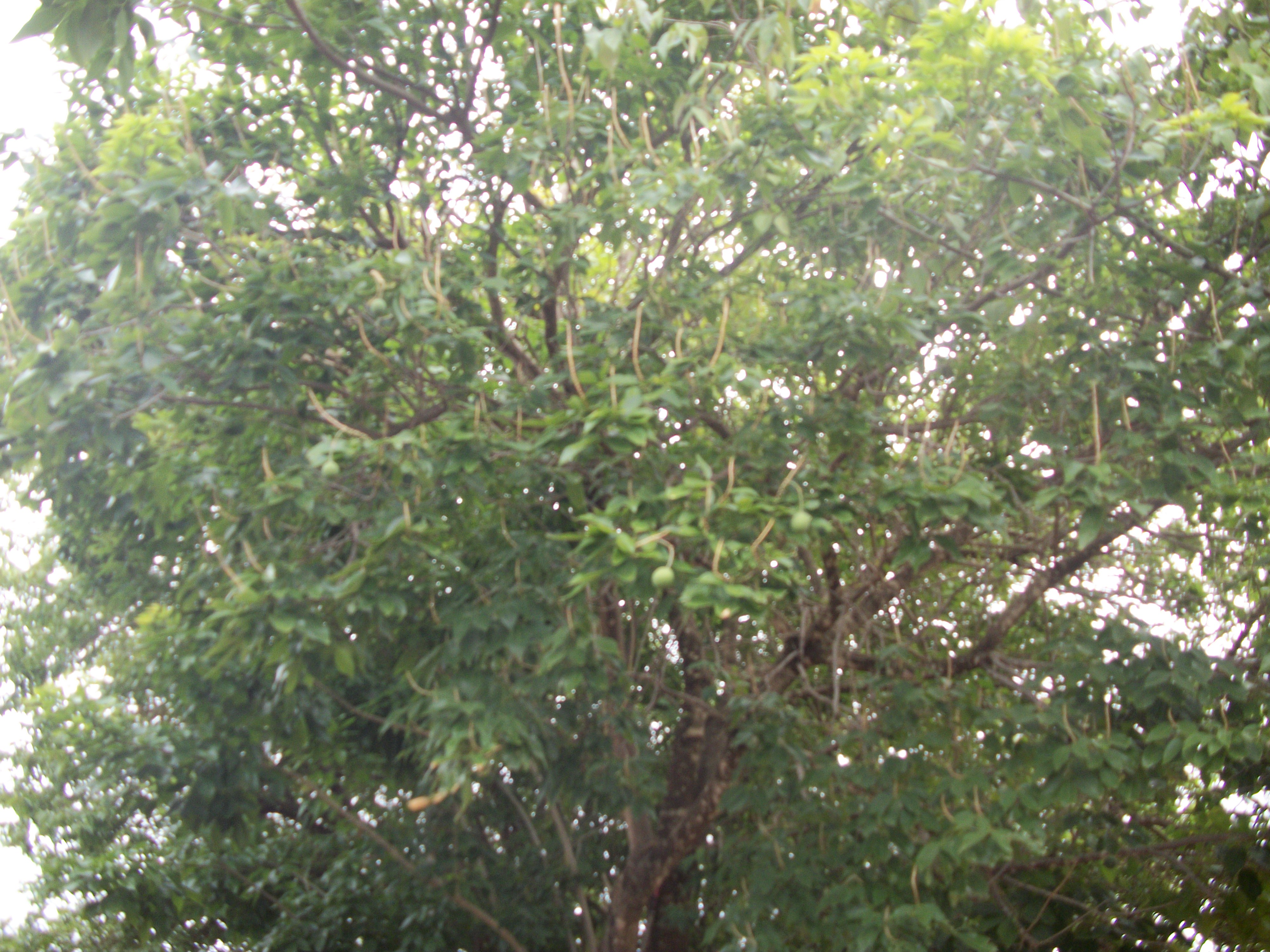
كراتيفة السياج
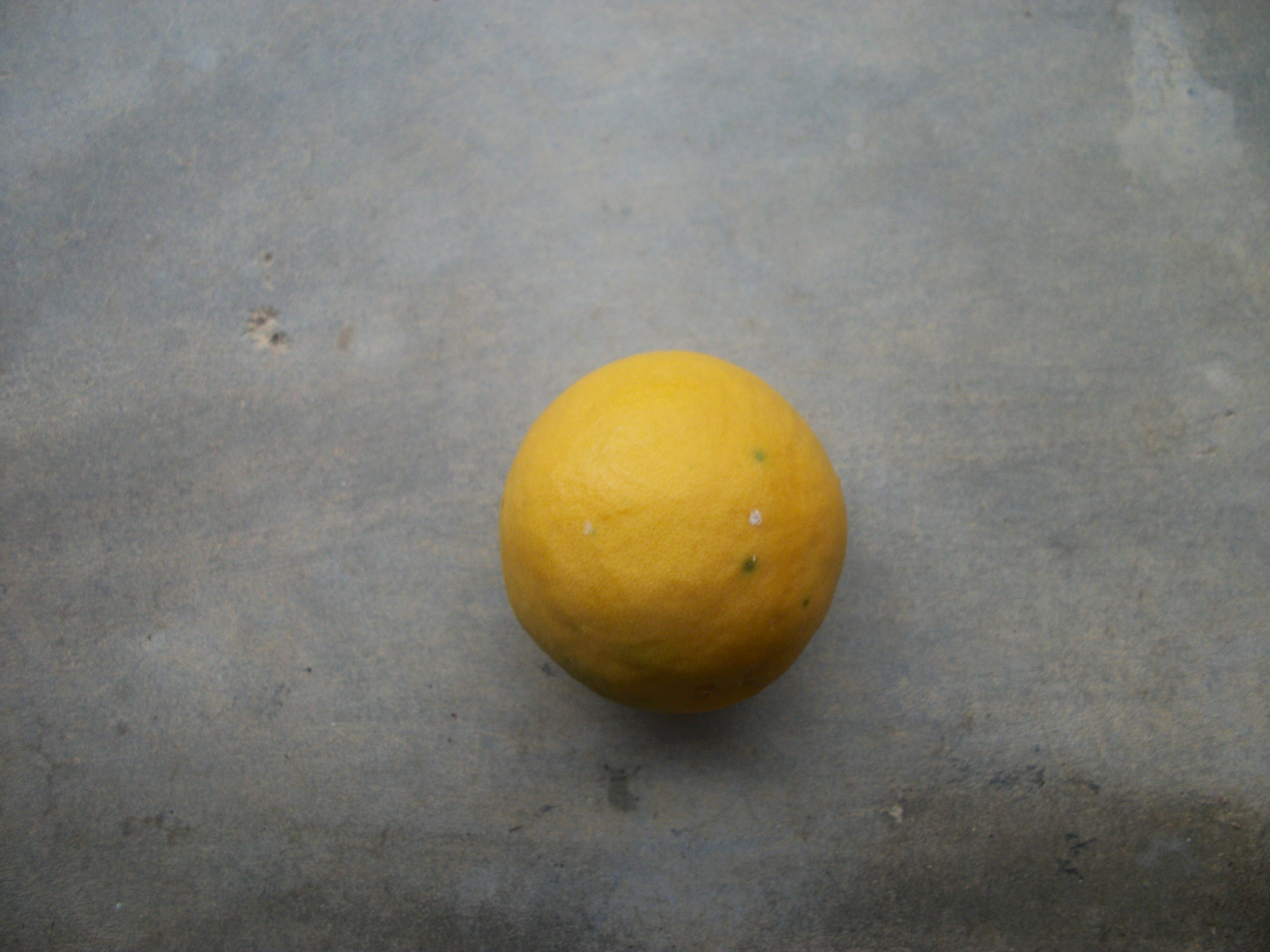
ثمرة كراتيفة السياج
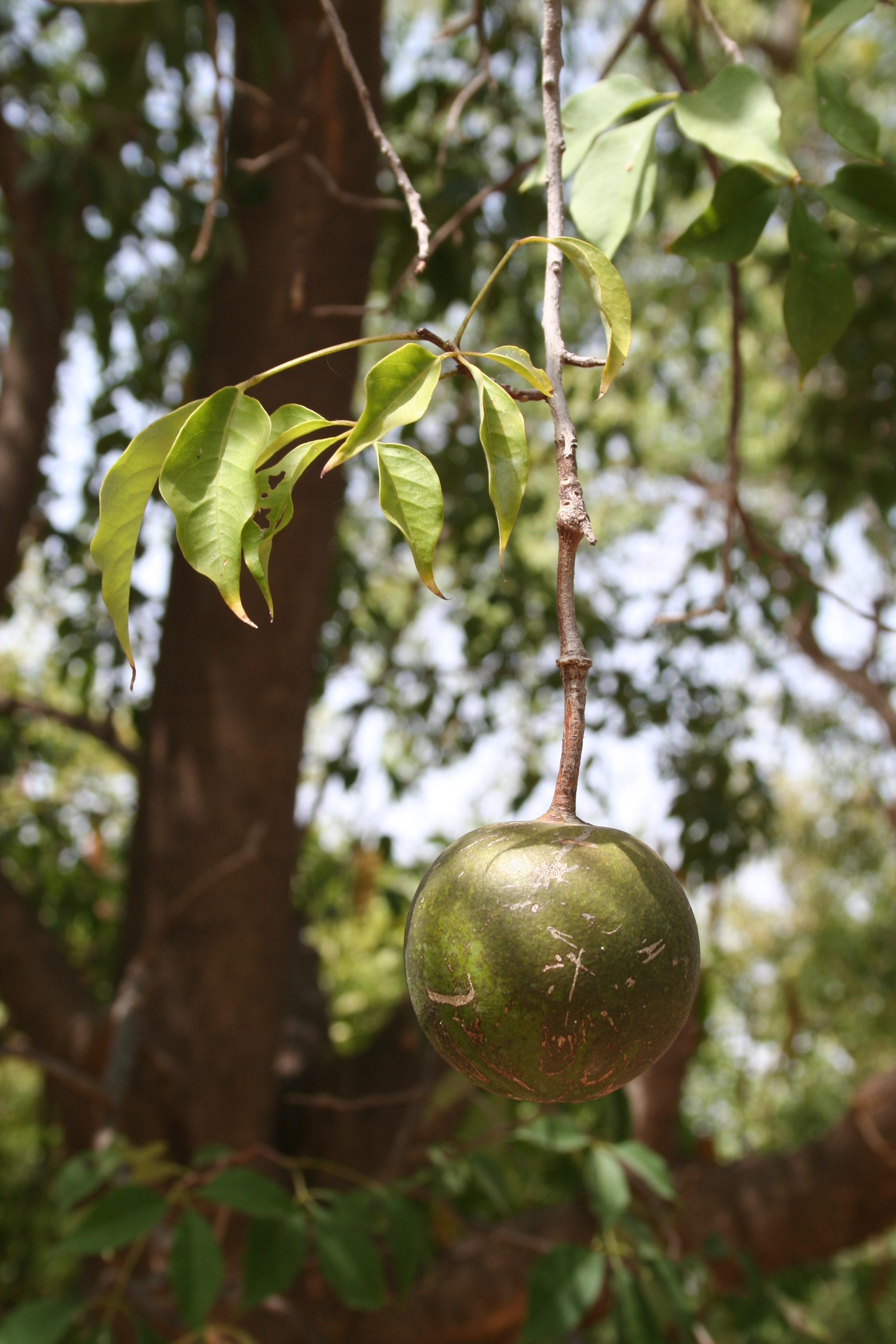
كراتيفة أدانسونية
- كراتيفة أليفة الرطوبة
- كراتيفة أوربانية
- كراتيفة باسقة
- كراتيفة بالميرية
- كراتيفة بسيطة الأوراق
- كراتيفة بيضوية
- كراتيفة سواريزية
- كراتيفة غريفية
- كراتيفة همبلوتية
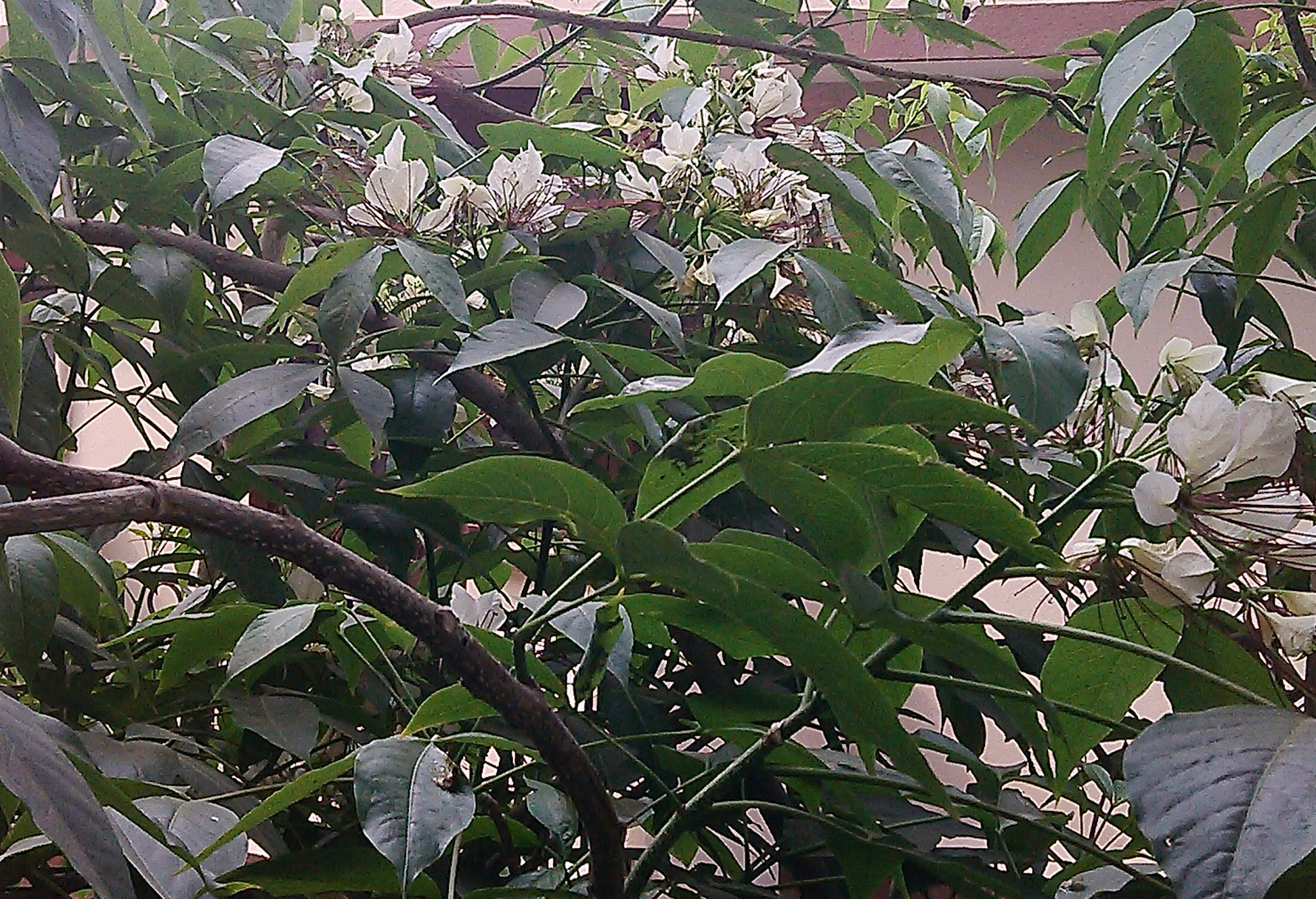
كراتيفة وحيدة المسكن
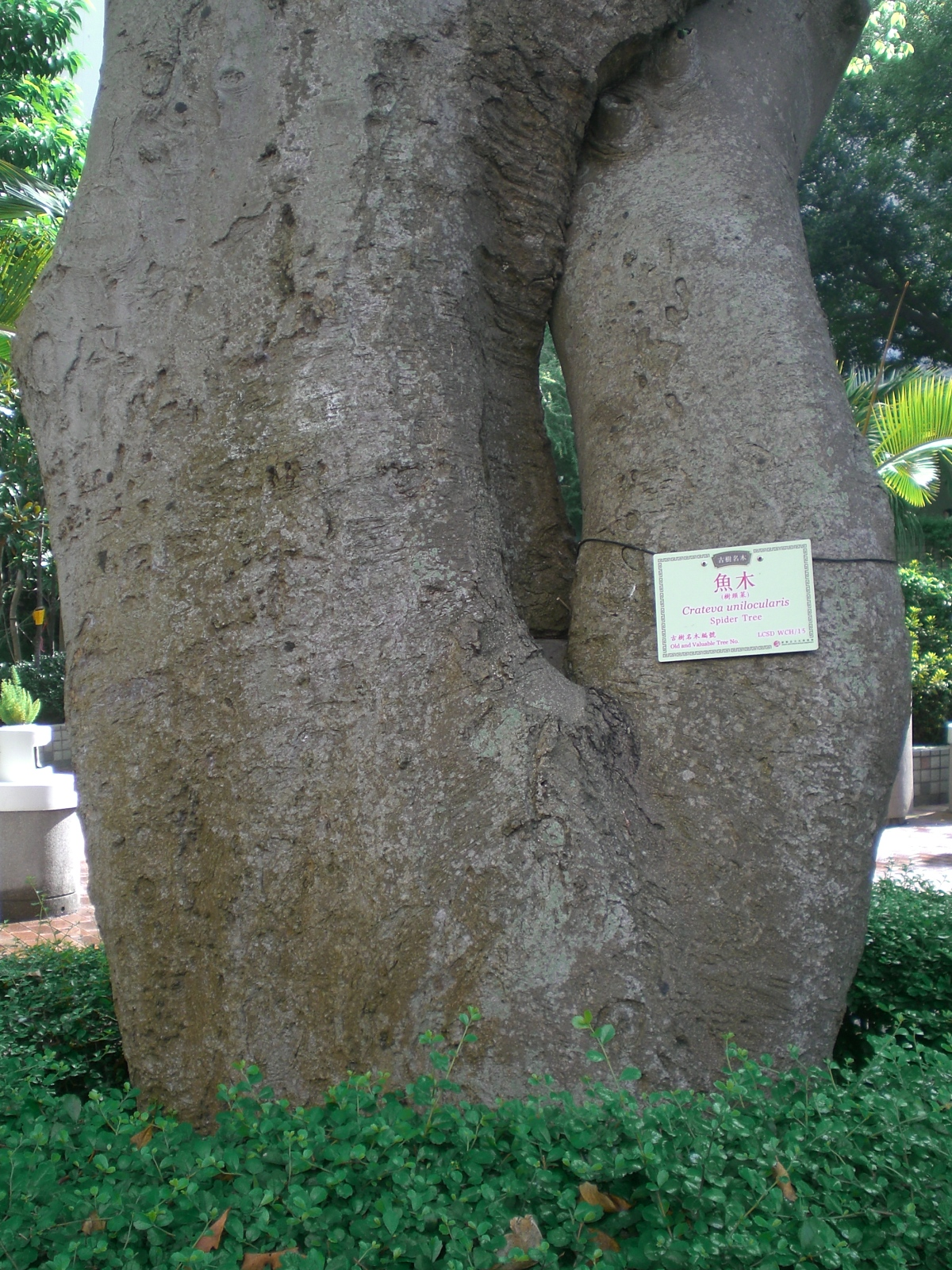
كراتيفة وحيدة المسكن

- كراتيفة نورفالية
- كراتيفة يريناكوشية